# Polyrhachis ammonoeides
Polyrhachis ammonoeides är en myrart som beskrevs av Julius Roger 1863. Polyrhachis ammonoeides ingår i släktet Polyrhachis och familjen myror. Inga underarter finns listade i Catalogue of Life.

## Bildgalleri

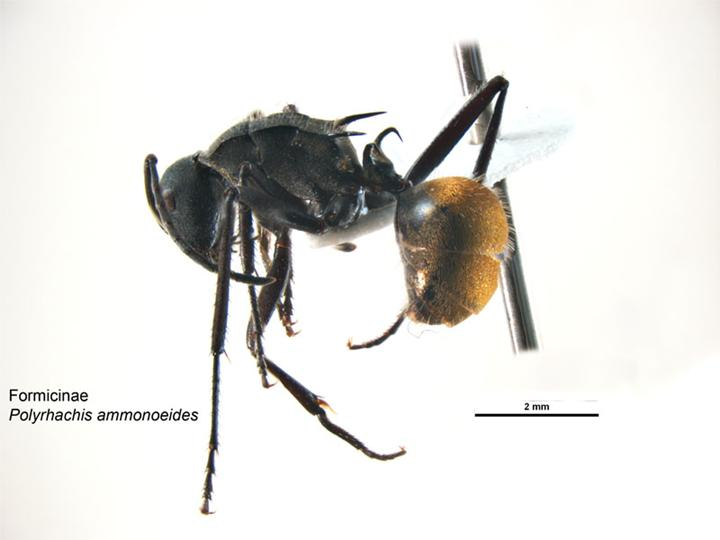